# Station Saulxures
Station Saulxures is een spoorwegstation in de Franse gemeente Colroy-la-Roche in de onmiddellijke nabijheid van Saulxures.